# 一握りの空の下
一握りの空の下 (ひとにぎりのそらのした)はHi-Fi CAMPの7枚目のシングルである。2010年8月18日に発売された。

## 概要
- 今年2月に発売されたLost Love Songから7か月ぶりのリリースとなる。

## 収録曲
1. 一握りの空の下
  - 作詞：SOYA / 作曲：Hi-Fi CAMP
  - TBS系列番組 「爆!爆!爆笑問題」8、9月期エンディングテーマ。
2. 灰色に咲く花
3. だから一歩前へ踏み出して～house remix～